# Кі-Колоні-Біч (Флорида)
Кі-Колоні-Біч (англ. Key Colony Beach) — місто (англ. city) в США, в окрузі Монро штату Флорида. Населення — 790 осіб (2020).

## Географія
Кі-Колоні-Біч розташоване за координатами 24°43′14″ пн. ш. 81°1′17″ зх. д. / 24.72056° пн. ш. 81.02139° зх. д. (24.720625, -81.021524).  За даними Бюро перепису населення США в 2010 році місто мало площу 1,70 км², з яких 1,15 км² — суходіл та 0,55 км² — водойми.

## Демографія
Згідно з переписом 2010 року, у місті мешкало 797 осіб у 432 домогосподарствах у складі 245 родин. Густота населення становила 468 осіб/км².  Було 1431 помешкання (841/км²).
Расовий склад населення:
| - 98,6 % — білих - 0,5 % — чорних або афроамериканців - 0,3 % — корінних американців - 0,1 % — азіатів |

До двох чи більше рас належало 0,5 %. Частка іспаномовних становила 4,0 % від усіх жителів.
За віковим діапазоном населення розподілялося таким чином: 6,6 % — особи молодші 18 років, 52,9 % — особи у віці 18—64 років, 40,5 % — особи у віці 65 років та старші. Медіана віку мешканця становила 61,8 року. На 100 осіб жіночої статі у місті припадало 97,8 чоловіків;  на 100 жінок у віці від 18 років та старших — 100,0 чоловіків також старших 18 років.
Середній дохід на одне домашнє господарство  становив 134 230 доларів США (медіана — 62 390), а середній дохід на одну сім'ю — 106 260 доларів (медіана — 85 714). 
Цивільне працевлаштоване населення становило 332 особи. Основні галузі зайнятості: мистецтво, розваги та відпочинок — 19,0 %, фінанси, страхування та нерухомість — 16,6 %, транспорт — 16,0 %.